# Criterios de Feighner
Los criterios de Feighner son descripciones de quince diagnósticos psiquiátricos desarrolladas por varios investigadores, encabezados por John P. Feighner, de la Universidad Washington en San Luis. Producto de una «exhaustiva revisión de la literatura» llevada a cabo a lo largo de nueve meses, se publicaron en 1972 en la revista Archives of General Psychiatry y representaron el primer sistema diagnóstico basado en síntomas empleado en la investigación psiquiátrica. El artículo resultante fue muy citado y utilizado dentro del ámbito de la investigación, mientras que las descripciones influyeron en la construcción de los «criterios diagnósticos de investigación», fundamentales para el desarrollo de la tercera edición del Manual diagnóstico y estadístico de los trastornos mentales de la Asociación Estadounidense de Psiquiatría.

## Desarrollo
En el momento de la publicación de los criterios de Feighner, la psiquiatría estadounidense estaba dominada por el psicoanálisis, producto de la emigración de psiquiatras alemanes a ese país durante las décadas de 1930 y 1940. Los intentos previos de establecer una terminología diagnóstica unificada —la Clasificación Internacional de Enfermedades y el Manual diagnóstico y estadístico de los trastornos mentales— habían tenido poco éxito, algo —según González Morales (2016)— especialmente evidente en la investigación, «de manera que en la década de 1970 comienzan a aparecer diferentes criterios diagnósticos en los grupos de investigación con el fin de obtener muestras de pacientes homogéneas que permitieran el desarrollo de experimentos del tipo ensayo clínico». Asimismo, entre las décadas de 1960 y 1970, un grupo de psiquiatras de la Universidad Washington en San Luis mantuvo una postura crítica frente a la visión psicoanalítica dominante; adeptos a las ideas de Emil Kraepelin —y con ello denominados neokraepelinianos—, es decir, perseguir un «modelo médico de la interpretación de los trastornos psiquiátricos».
Decker (2007) indica que defendían una «psiquiatría descriptiva», que se «limitara a describir a los enfermos mentales y evitar la especulación sobre la etiología, desconocida para la mayoría de las patologías psiquiátricas». Por otra parte, añadían la importancia que se debía dar al curso de la enfermedad, al seguimiento y a los estudios familiares. El grupo estaba encabezado por Eli Robins, Samuel Guze y George Winokur. En su tercer año de residencia, John P. Feighner comenzó a desarrollar criterios diagnósticos para trastornos afectivos, al tiempo que discutía con el trío de médicos la posibilidad de abarcar más condiciones. Junto con otros psiquiatras, mantuvieron reuniones semanales o mensuales para discutir los hallazgos de la revisión de artículos, plantear modificaciones y definir los criterios diagnósticos. Los trabajos, que se extendieron por unos nueve meses, implicaron la revisión de al menos mil artículos científicos. Igualmente, se condujo un seguimiento de dieciocho meses con 314 pacientes de urgencias psiquiátricas y uno de siete años con 87 pacientes hospitalizados de la Universidad, con una concordancia entre evaluadores de 86 a 95 % para los pacientes de urgencias y de 92 % para los ingresados. La validez —concordancia entre diagnósticos iniciales y del seguimiento— fue de 93 % y 92 %, respectivamente.

## Descripción
Los criterios se presentaron en el artículo «Diagnostic Criteria for Use in Psychiatric Research» publicado en 1972 en la revista académica Archives of General Psychiatry por los investigadores John P. Feighner, Eli Robins, Samuel B. Guze, Robert A. Woodruff, Jr., George Winokur y Rodrigo Muñoz. En la introducción, los autores apuntaban:

Esta comunicación presenta los criterios diagnósticos específicos para las enfermedades psiquiátricas de adultos que han sido suficientemente validados con descripciones clínicas precisas, estudios de seguimiento y estudios familiares como para justificar su uso en la investigación y en la práctica clínica. No se pretende que estos sean los criterios definitivos para ninguna enfermedad. Representan una síntesis de nuestra experiencia en la investigación clínica y en la experiencia de otros citada en las referencias.

También se distanciaban de lo establecido en la segunda edición del Manual diagnóstico y estadístico de los trastornos mentales (DSM por sus siglas en inglés) de la Asociación Estadounidense de Psiquiatría (APA) en cuanto a que la clasificación diagnóstica de este último se basaba en «el "mejor juicio clínico y la experiencia" de un comité y sus consultores», mientras que el artículo, señalaban, presentaba una «clasificación diagnóstica validada principalmente en estudios de seguimiento y estudios familiares». Las descripciones del grupo de investigadores —de la Universidad Washington en San Luis (Estados Unidos)— pasaron a conocerse como «criterios de Feighner», por el nombre del autor principal del estudio. Aftab y Csernansky (2020) plantean que los criterios de Feighner se ajustaron con las estrategias de validación de diagnósticos psiquiátricos establecidas por Robins y Guze en 1970: (1) descripción clínica —manifestaciones clínicas de la enfermedad—, (2) estudios de laboratorio —incluyendo, también, de imagen y anatomía patológica—, (3) delimitación de otros trastornos —criterios de exclusión—, (4) estudios de seguimiento y (5) estudios familiares.
Después de mencionar esos cinco lineamientos, Feighner y colaboradores agregaron: «No solo son necesarios criterios específicos para cada diagnóstico, también se requieren criterios para calificar como positivos los síntomas individuales». Para ello se plantearon, a su vez, cinco características: (1) el paciente buscó atención médica por el síntoma, (2) el síntoma lograba interferir con la vida diaria del paciente, (3) fue necesario para el paciente tomar algún medicamento en más de una ocasión, (4) el médico valoró necesario calificar el síntoma como positivo aun cuando no se cumplieran los criterios previos y (5) no se considerarían positivos los síntomas explicados por otras enfermedades. Los criterios de Feighner abarcaron quince «trastornos mentales»: trastornos afectivos primarios —depresión y manía— y secundarios —depresión secundaria—, esquizofrenia, «neurosis de ansiedad», «neurosis obsesivo-compulsiva», «neurosis fóbica», histeria, trastorno antisocial de la personalidad, alcoholismo, drogodependencia, «retraso mental», síndrome orgánico cerebral, «homosexualidad», «transexualidad», anorexia nerviosa, así como un grupo de pacientes con «enfermedades psiquiátricas no diagnosticadas» —aquellas personas que no cumplieran con alguno de los demás criterios—.
El grupo de investigadores se basó, para los criterios de la depresión primaria, en la definición previa publicada por Cassidy y colaboradores en 1957. Sin embargo, añadieron la distinción entre las formas primaria y secundaria. Esos criterios se mantuvieron en el Manual diagnóstico y estadístico de los trastornos mentales —hasta su quinta edición— y con umbrales similares. No obstante, según Kendler, Muñoz y Murphy (2010), posteriormente Cassidy admitió que el umbral que decidieron —de seis de diez criterios necesarios para el diagnóstico— lo establecieron porque «sonaba correcto».

Criterios de Feighner para depresión primaria ——necesarios A, B y C—:
- A. Estado de ánimo disfórico caracterizado como: deprimido, triste, melancólico, decaído, desesperanzado, abatido, irritable, temeroso, preocupado o desanimado.
- B. Al menos cinco de los siguientes para considerarla una depresión "definida" y cuatro como "probable": (1) pérdida del apetito o de peso (positivo si hay una pérdida de 0.9 kilogramos en una semana o 4.5 en un año, sin hacer dieta), (2) trastornos del sueño (insomnio o hipersomnia), (3) pérdida de energía, por ejemplo, fatigabilidad o cansancio, (4) agitación o enlentecimiento, (5) pérdida del interés en actividades habituales o reducción del interés sexual, (6) sentimientos de remordimiento o culpa (cualquiera de los dos pueden ser delirantes), (7) quejas por, o verdadera, reducción de la capacidad de concentrarse, como puede ser pensamiento enlentecido o pensamientos entreverados, (8) pensamientos recurrentes de muerte o suicidio, que incluyen pensamientos de deseo de muerte.
- C. El trastorno tiene una duración de al menos un mes sin otras condiciones psiquiátricas preexistentes, tales como esquizofrenia, neurosis de ansiedad, neurosis fóbica, neurosis obsesivo-compulsiva, histeria, alcoholismo, drogodependencia, personalidad antisocial, homosexualidad y otras desviaciones sexuales, retraso mental o síndrome orgánico cerebral (pacientes con enfermedades médicas potencialmente fatales o incapacitantes preexistentes y paralelas con la depresión no reciben el diagnóstico de depresión primaria).

## Impacto
Los criterios de Feighner representaron el primer sistema diagnóstico basado en síntomas utilizado dentro del área de la investigación psiquiátrica, además de que constituyeron un punto de inflexión para la psiquiatría estadounidense, que se alejaba de su hasta entonces dominante enfoque psicoanalista. De acuerdo con Aftab y Csernansky (2020), implicaron también la «primera aplicación sistemática, en la práctica psiquiátrica, de criterios operacionalizados para el diagnóstico psiquiátrico». También fueron precursores de la tercera edición del Manual diagnóstico y estadístico de los trastornos mentales por medio de los «criterios diagnósticos de investigación», en cuyo desarrollo participó Robins. Esos nuevos criterios modificaron los previos de Feighner y añadieron diez diagnósticos más, aunque muchos basados en evidencia empírica o siendo producto de un «consenso de expertos». Con el tiempo, el artículo de Feighner y colaboradores pasó a ser el más citado de una revista académica de psiquiatría; las citas llegaron a su punto máximo en 1982, al superar las trescientas y, entre 1972 y 1980, sumaron 1157. Sin embargo, Sanders (2011) asegura que ese «extenso número de citas [....] podría ser, en parte, debido a un desproporcionado número de menciones dentro del "colegio invisible" de los neokraepelinianos».
Para Mellor Marsá y Aragona (2009) la introducción de los criterios diagnósticos produjo «un cambio de época en el contexto de la diagnosis psiquiátrica: sólo  en el caso de que éstos  [sic] fueran satisfechos sería posible hacer el diagnóstico concreto. Se trataba por tanto de limitar la subjetividad del clínico [...]». Por su parte, Hernández Garre y Maya Sánchez (2020) sostienen que los criterios de Feighner representaron el punto de partida «hacia una nueva concepción descriptivista y ateórica, que encontraría su modus vivendi normatizador con el desarrollo de la DSM-III»; esos puntos de vista serían, posteriormente, cuestionados en la década de 1990, con la «nueva antipsiquiatría», que pondría en duda las «propias condiciones de validación científica de las reglas de categorización diagnóstica neokraepelianas».